# Девушка с характером
«Девушка с характером» — советский комедийный художественный фильм 1939 года режиссёра Константина Юдина.
Первые роли в кино Михаила Глузского и Анатолия Соловьёва.

## Сюжет
В поисках истины и возможности наказать директора-бюрократа Мешкова, развалившего работу в некогда преуспевающем дальневосточном зверосовхозе, лучшая работница хозяйства Катя Иванова отправляется в райцентр.
По пути на станцию Кате удаётся поймать и сдать пограничникам диверсанта. Затем она без билета едет на поезде писать жалобу, поэтому ей приходится работать официанткой в вагоне-ресторане, и попадает в Москву. В поезде Катя знакомится с краснофлотцем Сергеем, но по прибытии в Москву они теряют друг друга.
Катя устраивается продавщицей в магазин мехов, после — на фабрику граммофонных пластинок. При этом она активно агитирует девушек-коллег по работе ехать на Дальний Восток. Сергей долго разыскивает Катю, и поиск завершается успехом. Тем временем жалоба Кати рассмотрена, и она назначена новым директором совхоза вместо уволенного Мешкова. Катя, её подруги и Сергей едут на Дальний Восток.

## В ролях
- Валентина Серова — Катя Иванова, работница дальневосточного зверосовхоза
- Эмма Цесарская — Екатерина Иванова, жена командира
- Андрей Тутышкин — Сергей Берёзкин, краснофлотец
- Павел Оленев — Бобрик, директор мехового магазина
- Пётр Репнин — Цветков, директор фабрики граммофонных пластинок
- Всеволод Санаев — Сурков, лейтенант милиции
- Александр Антонов — Мешков, директор зверосовхоза
- Александр Жуков — кондуктор экспресса
- Сергей Блинников — заведующий вагоном-рестораном
- Михаил Румянцев («Карандаш») — официант
- Михаил Глузский — пограничник
- Анатолий Соловьёв — красноармеец
- Николай Арский — служащий в наркомате
- Владимир Дорофеев — егерь
- Никита Кондратьев — фотокорреспондент
- Галина Кравченко — мама потерявшегося ребёнка
- Иван Лобызовский — комсорг фабрики грампластинок
- Иона Бий-Бродский — любитель пива в вагоне-ресторане

## Съёмочная группа
- Авторы сценария — Геннадий Фиш, Иосиф Склют
- Режиссёр-постановщик — Константин Юдин
- Оператор — Тимофей Лебешев
- Композиторы — Даниил Покрасс, Дмитрий Покрасс
- Художник — Георгий Гривцов

## Факты
- Съёмки одного из эпизодов фильма проходили на Кратовской детской железной дороге.[1]
- В фильме впервые звучит ставшая потом знаменитой песня «На Дальний восток» (музыка братьев Покрасс, стихи Евгения Долматовского) в исполнении Эммы Цесарской и Валентины Серовой.[2] На мотив этой песни позже исполнялась «Коричневая пуговка».